# Zlatan Ibrahimović
Zlatan Ibrahimović (Malmö, 3 oktober 1981) is een Zweeds voormalig voetballer en huidig assistent coach van Engelse voetbalclub Manchester United. Hij speelde doorgaans als spits. Hij wordt doorgaans beschouwd als een van de beste spitsen aller tijden en is een van de meest gedecoreerde voetballers ter wereld met 34 trofeeën tijdens zijn carrière.
Hij speelde voor Malmö FF, Ajax, Juventus, Internazionale, FC Barcelona,  AC Milan, Paris Saint-Germain, Manchester United, LA Galaxy en daarna opnieuw voor AC Milan. 
Ibrahimović kwam 122 keer uit voor het Zweedse voetbalelftal en scoorde 62 doelpunten, waarmee hij de topscorer aller tijden is van Zweden.

## Clubcarrière

### Jeugd
Ibrahimović is de zoon van een Bosniakse vader en een Kroatische moeder en werd geboren in Malmö. Zijn ouders emigreerden naar Zweden en kregen aldaar drie dochters en drie zonen. Ibrahimović groeide op in de wijk Rosengård die bekendstaat om zijn immigranten.
Hij speelde in zijn jeugd eerst bij de Malmö Boll & Idrottsförening en daarna voor FBK Balkan, waarna hij in 1996 werd opgenomen in de jeugdopleiding van de Zweedse club Malmö FF.

### Malmö FF
Op 19 september 1999 maakte Ibrahimović zijn profdebuut in de Zweedse hoogste klasse tegen Halmstads BK. Zijn eerste doelpunt volgde op 30 oktober van dat jaar tegen Västra Frölunda IF. Aan het eind van het seizoen 1999 degradeerde Malmö FF voor het eerst in het bestaan van de club. In het hierop volgende seizoen was de doelstelling directe promotie naar het hoogste niveau. Hij kwam in het seizoen 2000 steeds meer aan spelen toe en leidde de club met 12 doelpunten naar promotie. Er ontstond een Zlatan-mania in Zweden en internationaal viel de lange aanvaller ook op. Hij ving de aandacht van (toenmalig Arsenal-trainer) Arsène Wenger en Leo Beenhakker (toenmalig technisch directeur van Ajax). Dit leidde in 2001 tot zijn eerste grote transfer naar Amsterdam. 

### Ajax
In april 2001 werd Ibrahimović voor een bedrag van omgerekend € 7,8 miljoen speler bij Ajax. Hij maakte zijn debuut voor de club op 8 augustus 2001 in een met 1-3 verloren thuiswedstrijd in de voorronde van de UEFA Champions League tegen Celtic. Onder toenmalig coach Co Adriaanse scoorde Ibrahimović zijn eerste doelpunt in de Eredivisie in de klassieker tegen Feyenoord in De Kuip. Ibrahimović scoorde de 0-1 in een wedstrijd die Ajax met 1-2 won. Toen Ronald Koeman trainer van Ajax werd, kreeg Ibrahimović meer speeltijd. Teamgenoot Mido functioneerde niettemin ook naar tevredenheid van Koeman, waardoor Ibrahimović regelmatig op de reservebank zat. Hij scoorde zes doelpunten in 24 competitiewedstrijden. Nadat Ajax in het seizoen 2001-'02 het kampioenschap had gewonnen, speelde Ibrahimović met Ajax op 12 mei 2002 in de Rotterdamse Kuip de finale van de KNVB beker tegen FC Utrecht. Nadat Ajax in de laatste minuut van de blessuretijd via een goal van Wamberto de gelijkmakende 2-2 had gemaakt, scoorde Ibrahimović in de tweede minuut van de verlenging de Golden Goal, waardoor Ajax zijn vijftiende bekerfinale won.
In de Champions League-wedstrijd tegen Olympique Lyon scoorde hij tweemaal. Vanaf dat moment bleef hij tot het moment van zijn vertrek eerste spits bij Ajax, waarmee hij tot de kwartfinale van de Champions League reikte. De eerste twee groepsfases van het toernooi overleefde hij met de ploeg tegen teams als Internazionale, Olympique Lyon, Rosenborg, Valencia, Arsenal en AS Roma, waarna de tegenstander AC Milan was. Over twee wedstrijden verloor Ajax met 2-3. Ibrahimović scoorde vijfmaal in elf Champions League-wedstrijden en dertienmaal in 25 competitiewedstrijden.
In het seizoen 2003/04 kocht Ajax met Wesley Sonck een extra spits en concurrent voor Ibrahimović. De Belg stond door de aanwezigheid van de Zweed voornamelijk rechtsbuiten. Ajax werd met Ibrahimović voor de 29e keer in de geschiedenis kampioen. Voor de eerste keer in zijn carrière werd Ibrahimović topscorer van Ajax met dertien doelpunten in 22 wedstrijden. Door blessures aan de lies kon Ibrahimović niet vaker spelen. In de Champions League scoorde Ibrahimović eenmaal. In de wedstrijd tegen Celta de Vigo slalomde de Zweed met zijn rechtervoet langs twee verdedigers om vervolgens vallend met zijn linkervoet de bal achter de doelman te leggen. Ajax eindigde vierde in de groepsfase en was direct uitgeschakeld in het Europese voetbal.
Na zijn terugkomst van het EK 2004 speelde Ibrahimović een interland met Zweden tegen Nederland. Giovanni van Bronckhorst werd geraakt door de elleboog van Ibrahimović en de Zweed raakte clubgenoot Rafael van der Vaart op de enkel, waardoor die met een blessure van het veld moest. In de daaropvolgende thuiswedstrijd tegen NAC Breda ontving Ibrahimović in de 76e minuut de bal op twintig meter van het doel en begon aan een solo langs vier NAC'ers, die hij kappend en draaiend een voor een uitspeelde. Vervolgens haalde hij de bal onder zijn voet door, om vrijstaand vanaf een meter of tien keeper Davy Schollen te passeren met een schuiver.
Op 31 augustus 2004, de laatste dag in de zomer waarop transfers mogelijk waren, werd bekendgemaakt dat Ibrahimović met onmiddellijke ingang naar Juventus overstapte. Dit zorgde voor veel verontwaardiging onder de aanhang van Ajax. Ajax had te weinig tijd om een vervanger aan te trekken en moest het tot de winterstop doen met Wesley Sonck en Yannis Anastasiou.

### Juventus
Ibrahimović groeide in zijn eerste seizoen uit tot een sleutelspeler in het kampioenselftal van Juventus. Hij maakte in zijn eerste seizoen zestien doelpunten en won de titel 'Buitenlands Voetballer van het Jaar'.
Tijdens zijn tweede seizoen bij Juventus focuste het spel van Ibrahimović zich minder op scoren en meer op het geven van assists aan zijn teamgenoten. Ibrahimović werd niettemin weer kampioen van Italië met Juventus. In de zomer van 2006 werd bekend dat onder meer Juventus betrokken was bij een omkoopschandaal. De twee kampioenschappen van de afgelopen twee jaar werden afgenomen en Juventus werd veroordeeld tot degradatie naar de Serie B. Ibrahimović zag dit niet zitten en vroeg om een transfer. Aanvankelijk weigerde Juventus om hem te laten gaan, maar toen Internazionale € 25 miljoen bood, mocht hij gaan.

### Internazionale

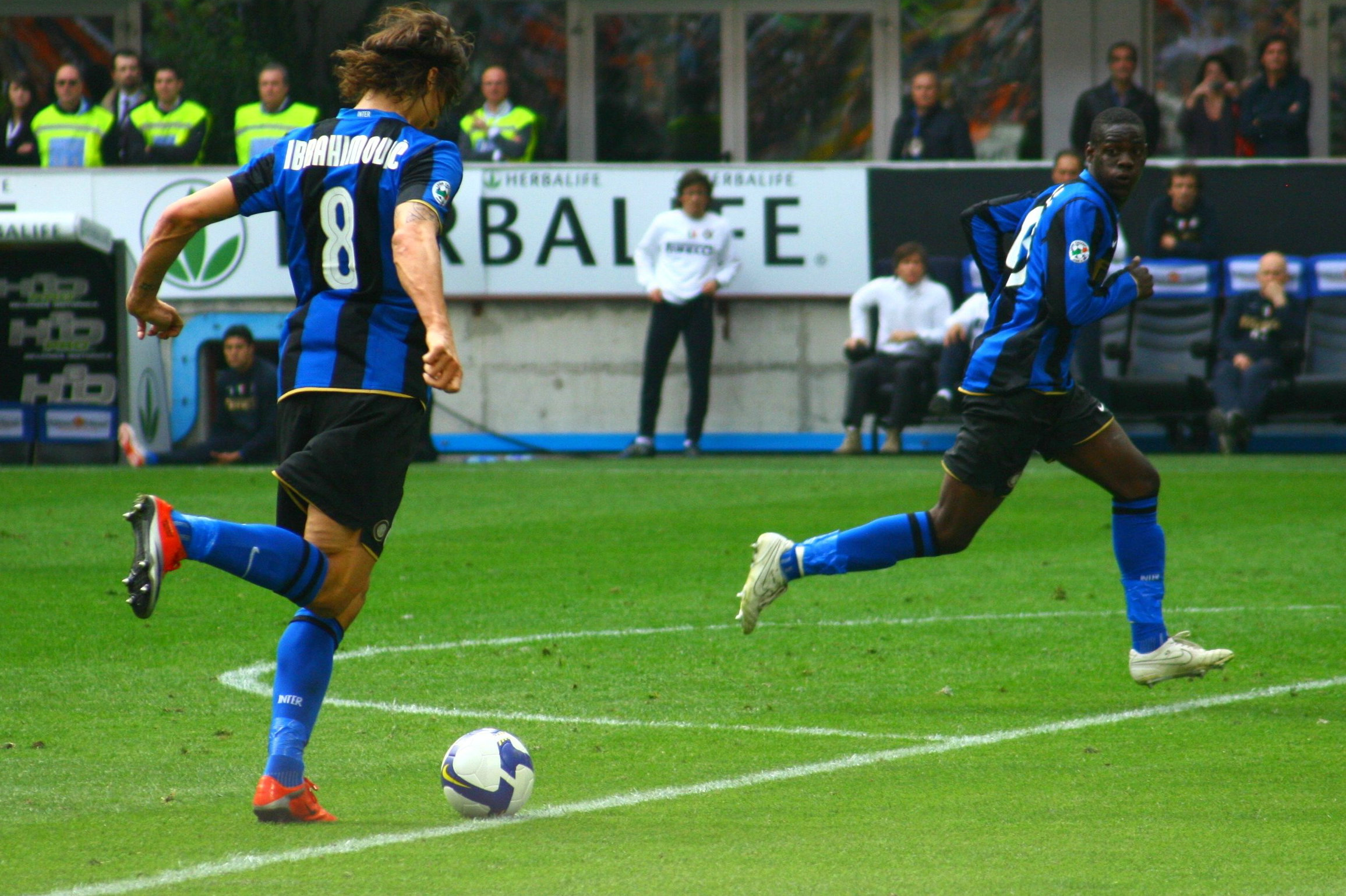
Zlatan Ibrahimović in het shirt van Internazionale.

Bij Internazionale besliste Ibrahimović in zijn eerste seizoen twee keer de derby van Milaan en maakte hij in 27 wedstrijden vijftien doelpunten. Internazionale had geen kind aan de concurrentie in de strijd om het kampioenschap, mede door de puntvermindering van AC Milan en de terugzetting naar de Serie B van Juventus. Ibrahimović leek een tijd op weg naar een nieuw persoonlijk doelpuntenrecord, maar een blessure kostte hem te veel wedstrijden om dit waar te kunnen maken. Zijn vijftien goals maakten hem wel topscorer van Inter, met één doelpunt meer dan Hernán Crespo.
In het seizoen 2007/08 besliste Ibrahimović persoonlijk de strijd om de Italiaanse titel. Internazionale domineerde het hele seizoen de Serie A en had een ruime voorsprong op de concurrentie. Ibrahimović had al een tijd last van zijn knie en moest twee maanden voor het eind van de competitie rust nemen om die te laten herstellen. Nadat Internazionale er op de voorlaatste speeldag niet in slaagde het kampioenschap te beslissen, moest dat in de laatste wedstrijd van het seizoen gebeuren. Internazionale moest daarvoor winnen bij Parma FC. Ibrahimović had twee maanden gemist door zijn blessure en werd na rust door trainer Roberto Mancini ingebracht om een beslissing te forceren. Hij scoorde vervolgens tweemaal en daardoor veroverde Inter alsnog de landstitel. Ibrahimović eindigde het seizoen op zeventien treffers in 26 duels, zijn beste gemiddelde bij Internazionale tot dat moment. Ibrahimović won hiermee zijn vijfde kampioenschap op rij en werd voor de tweede keer topscorer van Internazionale.
Het seizoen 2008/09 startte voor Inter met een trainerswissel. Mancini werd vervangen door Jose Mourinho. Vanaf het begin werd duidelijk dat de Portugees zou vasthouden aan een vaste basis van Júlio César, Maicon, Javier Zanetti en Ibrahimović. Daaromheen werd een roulatiesysteem aangehouden. Op 19 januari 2009 won Ibrahimović de 'Oscar del Calcio', de prijs voor de Voetballer van het Jaar in de Serie A, uitgeroepen door de Italiaanse spelersvakbond AIC. Naast deze onderscheiding won hij ook de titel voor beste buitenlandse speler in de Serie A en mooiste doelpunt in de Serie A. Ook behaalde Ibrahimović met Inter zijn zesde landskampioenschap op rij (1× Ajax, 2× Juventus, 3× Inter Milan). Daarnaast werd Ibrahimović met 25 doelpunten voor het eerst topscorer van de Serie A.

### FC Barcelona

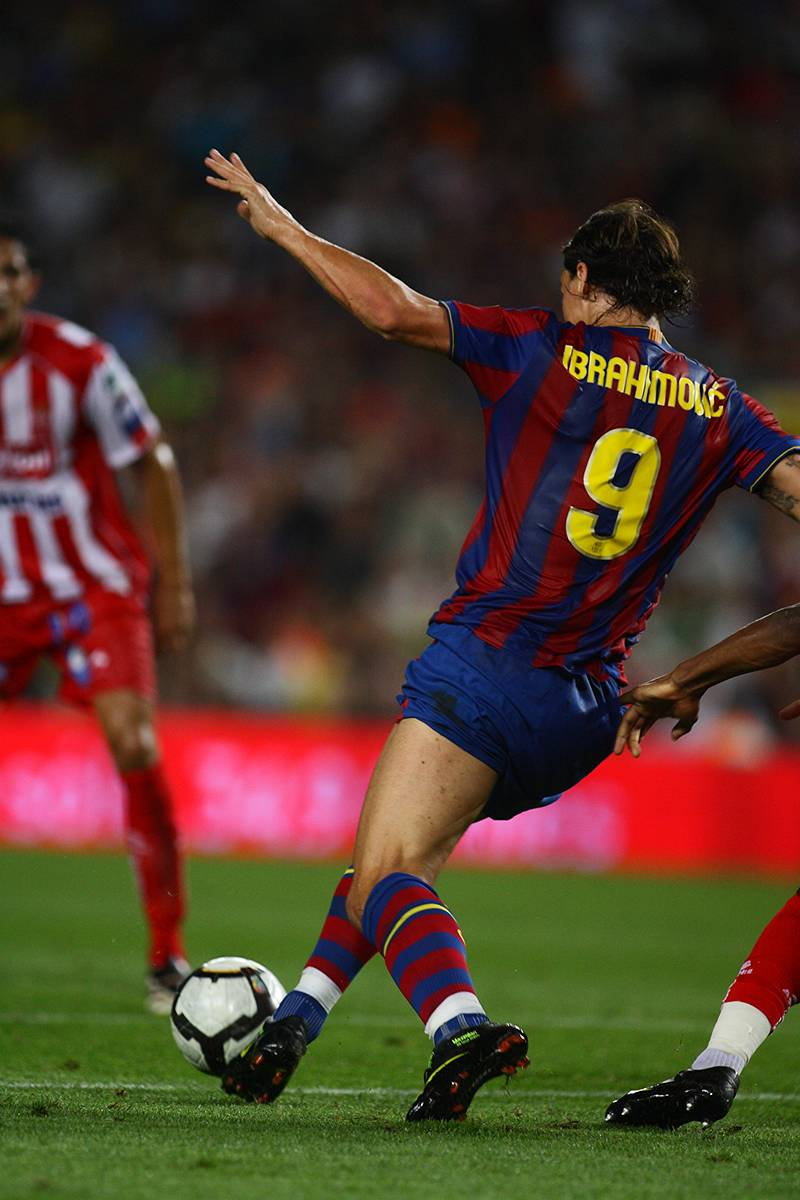
Zlatan Ibrahimović in het shirt van FC Barcelona (31 augustus 2009)

Op 27 juli 2009 tekende Ibrahimović een vijfjarig contract bij FC Barcelona, dat hem ruilde voor Samuel Eto'o plus 46 miljoen euro.
Op 19 augustus maakte hij zijn debuut in de Trofeu Joan Gamper tegen Manchester City FC, Vier dagen later volgde zijn officiële debuut tegen Athletic Bilbao in het kader van de Spaanse Supercup. Op 31 augustus maakte hij in de openingswedstrijd van het nieuwe seizoen tegen Sporting Gijon (3–0) zijn eerste doelpunt in het shirt van Barcelona. Toen hij bij Barcelona weg wilde/moest, zeiden Ibrahimović en zijn zaakwaarnemer dat Real Madrid belangstelling had. Later bleek dit een truc om ervoor te zorgen dat hij voor minder geld naar AC Milan kon.
In zijn eerste jaar werd Ibrahimović de eerste Barcelona-speler ooit die in zijn debuutjaar in elk van de vijf eerste competitiewedstrijden wist te scoren. Hij scoorde het enige en winnende doelpunt voor Barcelona op 29 november 2009 tegen Real Madrid in El Clásico. In het seizoen 2009/2010 won hij met Barça de Spaanse landstitel, de Supercopa de España, de UEFA Supercup en het wereldkampioenschap voor clubs.

### AC Milan
Ibrahimović' verblijf in Spanje was van korte duur. Op 28 augustus 2010 werd bekend dat AC Milan Zlatan Ibrahimović voor het seizoen 2010/11 zal huren, hiermee keerde Zlatan dus terug naar Milaan. In het contract werd ook een optie bedongen om Ibrahimović aan het einde van het seizoen te kopen voor € 24 miljoen.
Ibrahimović debuteerde op 11 september tegen AC Cesena (2-0 verlies). In deze wedstrijd miste Ibrahimović een penalty. Vier dagen later scoorde hij voor het eerst voor AC Milan in de Champions League. Ibrahimović is in het seizoen 2010/2011 samen met Robinho en Alexandre Pato topscorer van Milan. Na deze huurperiode is hij definitief naar AC Milan gegaan voor het bovenstaande bedrag. Hij speelde daar tot en met seizoen 2011/2012.

### Paris Saint-Germain
In juli 2012 werd hij samen met Thiago Silva verkocht aan het Franse Paris Saint-Germain. Ibrahimović kostte 23 miljoen euro, Thiago Silva 42 miljoen. Hij tekende een contract tot medio 2015. Tijdens zijn eerste seizoen bij PSG had Ibrahimović met 30 doelpunten een belangrijke bijdrage aan het kampioenschap. Ook het daaropvolgende seizoen wist PSG opnieuw kampioen te worden. Op 8 april 2015 scoorde Ibrahimović zijn 100e doelpunt voor PSG in de halve finale van de Coupe de France tegen Saint-Étienne. Later die wedstrijd kwam hij nog twee keer tot scoren wat ertoe leidde dat PSG uitkwam in de finale van het Franse bekertoernooi. PSG won de finale met 0-4 van SC Bastia en Ibrahimović scoorde tweemaal.
Ibrahimović benutte op 4 oktober 2015 twee penalty's tijdens een met 2-1 gewonnen competitiewedstrijd tegen Olympique Marseille. Dit waren zijn 109de en 110de doelpunt (in alle competities) voor Paris Saint-Germain. Hiermee passeerde hij Pedro Pauleta als topscorer aller tijden van de club. Begin december passeerde hij ook Mustapha Dahleb als topscorer aller tijden van Paris Saint-Germain in competitieverband. In de competitiewedstrijd tegen OGC Nice scoorde hij zijn 86e en 87e doelpunt in de Ligue 1, Dahleb stond op 85 doelpunten.
Op 13 maart 2016 behaalde Ibrahimović met Paris Saint-Germain de vierde landstitel op rij. De ploeg van trainer-coach Laurent Blanc won op die dag met maar liefst 9-0 bij hekkensluiter AC Troyes. Ibrahimović scoorde vier keer. Met nog acht speelronden te gaan had PSG een voorsprong van 25 punten op nummer twee AS Monaco. PSG vestigde met het kampioenschap een record. Nooit eerder werd een club uit een van de grote vijf Europese competities (Frankrijk, Engeland, Spanje, Duitsland, Italië) zo vroeg in het seizoen kampioen. Ibrahimović kwam daardoor op dertien landstitels, waarbij de twee afgenomen kampioenschappen van Juventus (2005 en 2006) zijn meegeteld. Met zijn vier doelpunten passeerde hij eveneens de grens van 100 doelpunten in de Ligue 1.
Ibrahimović maakte op 13 mei 2016 zijn aanstaande vertrek bij PSG kenbaar. Op zijn Twitteraccount schreef hij die dag: "Mijn laatste wedstrijd morgen in Parc des Princes. Ik kwam als een koning, vertrok als een legende". In zijn laatste competitieduel voor PSG – tegen FC Nantes – kwam hij tweemaal tot scoren, waarmee hij het seizoen afsloot met 38 doelpunten. Hiermee verbrak hij het clubrecord van Carlos Bianchi, die in één seizoen 37 doelpunten in de Ligue 1 maakte. Ook werd Ibrahimović voor de derde maal topscorer van de Ligue 1, waarmee hij de eerste speler van PSG werd die drie seizoenen competitietopscorer werd. De club uit Parijs besloot een dag na de wedstrijd om een tribune in het Parc des Princes te vernoemen naar hem. Ibrahimović speelde op 21 mei 2016 zijn laatste wedstrijd voor PSG, de finale van de Coupe de France tegen Olympique Marseille. PSG won met 4-2, mede dankzij twee doelpunten van hem. In 180 wedstrijden voor PSG wist hij 156 keer te scoren. Daarmee was hij clubtopscorer aller tijden tot Edinson Cavani zijn record op 27 januari 2018 verbrak. Na afloop van het seizoen 15/16 vertrok hij transfervrij.

### Manchester United
Ibrahimović tekende op 1 juli 2016 een contract bij Manchester United. Hier kwam hij opnieuw te spelen onder José Mourinho, die de club ruim een maand eerder aanstelde als coach. Ibrahimović werkte eerder met hem samen bij Internazionale. Ibrahimović debuteerde op 7 augustus 2016 voor Manchester United, in een wedstrijd om het FA Community Shield tegen landskampioen Leicester City. Ibrahimović kopte in de 83e minuut een voorzet van Antonio Valencia binnen en maakte daarmee de winnende 2-1. Hierdoor won Ibrahimović zijn eerste prijs met United. Ook tijdens zijn debuut in de Premier League op 14 augustus 2016 wist Ibrahimović het net te vinden. Die dag speelde United een uitwedstrijd tegen Bournemouth (3-1 winst), waarin hij het derde doelpunt voor United maakte. Manchester United maakte op 9 juni 2017 bekend dat de club Ibrahimović' contract niet verlengde nadat hij een ernstige knieblessure had opgelopen tijdens een wedstrijd in de Europa League op het veld van RSC Anderlecht. Hij herstelde hiervan niettemin sneller dan aanvankelijk gedacht. Hij tekende op 24 augustus 2017 vervolgens opnieuw voor een jaar bij de Engelse club. Op 22 maart 2018 werd zijn contract ontbonden.

### LA Galaxy
Op 23 maart 2018 kondigde Ibrahimović zijn komst bij Los Angeles Galaxy aan met een paginagrote advertentie in de LA Times. "Dear Los Angeles, you're welcome", luidde de tekst waarmee de 36-jarige spits zijn transfer aankondigde. Bij zijn debuut in de Amerikaanse MLS, op zaterdag 31 maart, scoorde hij twee keer tegen Los Angeles FC. Hij nam van zo'n dertig meter de bal op zijn slof en die plofte achter keeper Tyler Miller. Bovendien tekende de Zweed ook voor de winnende 4-3. Ook in zijn derde optreden voor de club zorgde Ibrahimović voor het beslissende doelpunt. In het duel tegen Chicago Fire, op zaterdag 14 april, begon hij voor het eerst in de basis en nam de Zweed in de blessuretijd van de eerste helft de enige treffer voor zijn rekening: 0-1.
Op zaterdag 15 september 2018 maakte Ibrahimović het vijfhonderdste officiële doelpunt van zijn carrière. In december 2018 verlengde Ibrahimović zijn contract met een jaar.

### AC Milan: tweede periode
Sinds 27 december 2019 speelt Ibrahimović opnieuw voor AC Milan. Tijdens een bekerderby met Internazionale in januari 2021 kwam het tot een zware verbale aanvaring tussen hem en zijn voormalige Manchester United ploegmaat Romelu Lukaku. Op 7 februari 2021 maakte hij in een wedstrijd tegen FC Crotone zijn vijfhonderdste clubgoal ooit. Zijn contract werd verlengd tot einde seizoen 2021/2022. En vervolgens tot juli 2023. In zijn laatste voetbalseizoen bij AC Milan speelde hij slechts vier competitiewedstrijden, waarin hij eenmaal scoorde.

### AC Milan: sportief raadgever
Op 11 december 2023 werd Zlatan aangekondigd als sportief raadgever bij AC Milan. Daarbij had Ibrahimović veel kritiek bij de verloren Champions League play-offs tegen Feyenoord. AC Milan deed het dat seizoen behoorlijk slecht.

## Clubstatistieken
| Seizoen        | Club                |                           | Competitie          | Competitie | Competitie | Beker | Beker | Internationaal | Internationaal | Overig | Overig | Totaal | Totaal |
| Seizoen        | Club                | Wed.                      | Competitie          | Dlp.       | Wed.       | Dlp.  | Wed.  | Dlp.           | Wed.           | Dlp.   | Wed.   | Dlp.   |        |
| -------------- | ------------------- | ------------------------- | ------------------- | ---------- | ---------- | ----- | ----- | -------------- | -------------- | ------ | ------ | ------ | ------ |
| 1999           | Malmö FF            | Vlag van Zweden           | Allsvenskan         | 6          | 1          | 0     | 0     | —              | —              | —      | —      | 6      | 1      |
| 2000           | Malmö FF            | Vlag van Zweden           | Superettan          | 26         | 12         | 2     | 1     | —              | —              | —      | —      | 28     | 13     |
| 2001           | Malmö FF            | Vlag van Zweden           | Allsvenskan         | 8          | 3          | 4     | 0     | —              | —              | —      | —      | 12     | 3      |
| Clubtotaal     | Clubtotaal          | Clubtotaal                | Clubtotaal          | 40         | 16         | 6     | 1     | 0              | 0              | 0      | 0      | 46     | 17     |
| 2001/02        | Ajax                | Vlag van Nederland        | Eredivisie          | 24         | 6          | 3     | 1     | 6              | 2              | —      | —      | 33     | 9      |
| 2002/03        | Ajax                | Vlag van Nederland        | Eredivisie          | 25         | 13         | 3     | 3     | 13             | 5              | 1      | 0      | 42     | 21     |
| 2003/04        | Ajax                | Vlag van Nederland        | Eredivisie          | 22         | 13         | 1     | 0     | 8              | 2              | —      | —      | 31     | 15     |
| 2004/05        | Ajax                | Vlag van Nederland        | Eredivisie          | 3          | 3          | 0     | 0     | 0              | 0              | 1      | 0      | 4      | 3      |
| Clubtotaal     | Clubtotaal          | Clubtotaal                | Clubtotaal          | 74         | 35         | 7     | 5     | 27             | 9              | 2      | 0      | 110    | 48     |
| 2004/05        | Juventus            | Vlag van Italië           | Serie A             | 35         | 16         | 0     | 0     | 10             | 0              | —      | —      | 45     | 16     |
| 2005/06        | Juventus            | Vlag van Italië           | Serie A             | 35         | 7          | 2     | 0     | 9              | 3              | 1      | 0      | 47     | 10     |
| Clubtotaal     | Clubtotaal          | Clubtotaal                | Clubtotaal          | 70         | 23         | 2     | 0     | 19             | 3              | 1      | 0      | 92     | 26     |
| 2006/07        | Internazionale      | Vlag van Italië           | Serie A             | 27         | 15         | 1     | 0     | 7              | 0              | 1      | 0      | 36     | 15     |
| 2007/08        | Internazionale      | Vlag van Italië           | Serie A             | 26         | 17         | 0     | 0     | 7              | 5              | 1      | 0      | 34     | 22     |
| 2008/09        | Internazionale      | Vlag van Italië           | Serie A             | 35         | 25         | 3     | 3     | 8              | 1              | 1      | 0      | 47     | 29     |
| Clubtotaal     | Clubtotaal          | Clubtotaal                | Clubtotaal          | 88         | 57         | 4     | 3     | 22             | 6              | 3      | 0      | 117    | 66     |
| 2009/10        | FC Barcelona        | Vlag van Spanje           | Primera División    | 29         | 16         | 2     | 1     | 13             | 4              | 1      | 0      | 45     | 21     |
| 2010/11        | FC Barcelona        | Vlag van Spanje           | Primera División    | 0          | 0          | 0     | 0     | 0              | 0              | 1      | 1      | 1      | 1      |
| Clubtotaal     | Clubtotaal          | Clubtotaal                | Clubtotaal          | 29         | 16         | 2     | 1     | 13             | 4              | 2      | 1      | 46     | 22     |
| 2010/11        | → AC Milan          | Vlag van Italië           | Serie A             | 29         | 14         | 4     | 3     | 8              | 4              | —      | —      | 41     | 21     |
| 2011/12        | AC Milan            | Vlag van Italië           | Serie A             | 32         | 28         | 3     | 1     | 8              | 5              | 1      | 1      | 44     | 35     |
| Clubtotaal1    | Clubtotaal1         | Clubtotaal1               | Clubtotaal1         | 61         | 42         | 7     | 4     | 16             | 9              | 1      | 1      | 85     | 56     |
| 2012/13        | Paris Saint-Germain | Vlag van Frankrijk        | Ligue 1             | 34         | 30         | 3     | 2     | 9              | 3              | —      | —      | 46     | 35     |
| 2013/14        | Paris Saint-Germain | Vlag van Frankrijk        | Ligue 1             | 33         | 26         | 4     | 5     | 8              | 10             | 1      | 0      | 46     | 41     |
| 2014/15        | Paris Saint-Germain | Vlag van Frankrijk        | Ligue 1             | 24         | 19         | 6     | 7     | 6              | 2              | 1      | 2      | 37     | 30     |
| 2015/16        | Paris Saint-Germain | Vlag van Frankrijk        | Ligue 1             | 31         | 38         | 9     | 7     | 10             | 5              | 1      | 0      | 51     | 50     |
| Clubtotaal     | Clubtotaal          | Clubtotaal                | Clubtotaal          | 122        | 113        | 22    | 21    | 33             | 20             | 3      | 2      | 180    | 156    |
| 2016/17        | Manchester United   | Vlag van Engeland         | Premier League      | 28         | 17         | 6     | 5     | 11             | 5              | 1      | 1      | 46     | 28     |
| 2017/18        | Manchester United   | Vlag van Engeland         | Premier League      | 5          | 0          | 1     | 1     | 1              | 0              | 0      | 0      | 7      | 1      |
| Clubtotaal     | Clubtotaal          | Clubtotaal                | Clubtotaal          | 33         | 17         | 7     | 6     | 12             | 5              | 1      | 1      | 53     | 29     |
| 2018           | LA Galaxy           | Vlag van Verenigde Staten | Major League Soccer | 27         | 22         | 0     | 0     | 0              | 0              | 0      | 0      | 27     | 22     |
| 2019           | LA Galaxy           | Vlag van Verenigde Staten | Major League Soccer | 23         | 25         | 0     | 0     | 0              | 0              | 0      | 0      | 23     | 25     |
| Clubtotaal     | Clubtotaal          | Clubtotaal                | Clubtotaal          | 50         | 47         | 0     | 0     | 0              | 0              | 0      | 0      | 50     | 47     |
| 2019/20        | AC Milan            | Vlag van Italië           | Serie A             | 18         | 10         | 2     | 1     | 0              | 0              | 1      | 0      | 18     | 10     |
| 2020/21        | AC Milan            | Vlag van Italië           | Serie A             | 19         | 15         | 2     | 1     | 6              | 1              | 0      | 0      | 27     | 17     |
| 2021/22        | AC Milan            | Vlag van Italië           | Serie A             | 23         | 8          | 0     | 0     | 4              | 0              | 0      | 0      | 27     | 8      |
| 2022/23        | AC Milan            | Vlag van Italië           | Serie A             | 1          | 0          | 0     | 0     | 0              | 0              | 0      | 0      | 1      | 0      |
| Clubtotaal1    | Clubtotaal1         | Clubtotaal1               | Clubtotaal1         | 61         | 68         | 11    | 6     | 26             | 10             | 2      | 1      | 151    | 84     |
| Carrièretotaal | Carrièretotaal      | Carrièretotaal            | Carrièretotaal      | 618        | 392        | 61    | 43    | 142            | 57             | 14     | 5      | 835    | 497    |

## Interlandcarrière

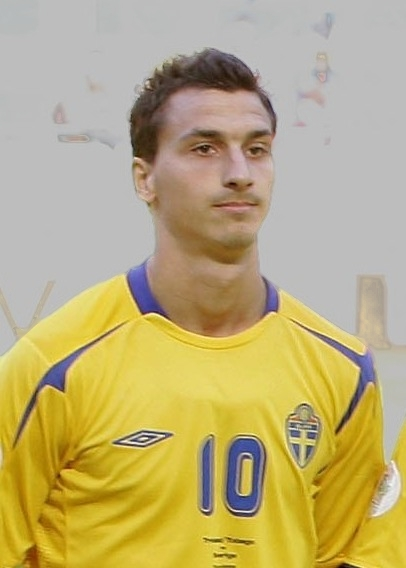
Zlatan Ibrahimović in het shirt van Zweden

Ibrahimović maakte op 31 januari 2001 zijn debuut in het Zweeds nationaal elftal, in een thuiswedstrijd tegen de Faeröer. Op 6 oktober 2001 maakte hij zijn eerste doelpunt voor de Zweden, in een met 3-0 gewonnen wedstrijd tegen Azerbeidzjan.

### WK 2002
Ibrahimović werd geselecteerd voor de Zweedse selectie voor het WK 2002. De eerste twee wedstrijden voor Zweden eindigden in een gelijkspel tegen Engeland (1-1) en winst tegen Nigeria (2-1). De spits bleef beide wedstrijden op de bank zitten. In de 88ste minuut mocht Ibrahimović voor de eerste keer op een groot toernooi invallen, in het afsluitende groepsduel tegen Argentinië. Hij nam de plaats in van Henrik Larsson. Zweden ging door naar de achtste finale, waarin de ploeg van bondscoaches Lars Lagerbäck en Tommy Söderberg het opnam tegen Senegal. Ibrahimović viel in de 76e minuut bij een 1-1-stand in. Senegal scoorde in de verlenging de 2-1, waarmee een einde kwam aan het eerste internationale toernooi van Ibrahimović.

### EK 2004
Ibrahimović speelde met Zweden zijn tweede grote toernooi op het EK 2004. Ibrahimović vormde een koppel voorin met Henrik Larsson. Zweden won de eerste wedstrijd van Bulgarije en speelde gelijk tegen Italië en Denemarken, om zo door te gaan naar de kwartfinale. In de kwartfinale tegen Nederland stond het na 120 minuten 0-0. Na verlengingen miste Ibrahimović zijn elfmeter tijdens de beslissende penaltyserie, net als Olof Mellberg voor Zweden en Phillip Cocu voor Nederland. Arjen Robben besliste de laatste penalty en stuurde Zweden naar huis. Ibrahimović scoorde op het EK 2004 eenmaal tegen Bulgarije en eenmaal tegen Italië.

### WK 2006
Twee jaar later speelde Ibrahimović op het WK 2006. Geteisterd door blessures scoorde Ibrahimović nul doelpunten in drie wedstrijden. Na eerst door de groepsfase heen gekomen te zijn met Trinidad en Tobago, Engeland en Paraguay, verloor Zweden in de achtste finale met 2-0 van Duitsland.
In 2007 verscheen in Zweden een biografie over Ibrahimović van de hand van de Zweedse journalist David Bartal. Hieraan werkte de Nederlandse journalist Jan Willem Buijs mee.

### EK 2008
Op het EK 2008 speelde Ibrahimović zijn vierde grote toernooi. Voorafgaand aan het toernooi was Ibrahimović herstellende aan zijn knie. Tijdens het toernooi waren er een tijd twijfels of de spits volledige wedstrijden mee kon doen. In de eerste wedstrijd tegen Griekenland opende Ibrahimović de score met een afstandsschot om vervolgens meteen gewisseld te worden. Zweden won met 2–0 door nog een doelpunt van Petter Hansson. In de tweede wedstrijd tegen Spanje maakte hij gelijk na de openingstreffer van Fernando Torres. In de rust werd Ibrahimović gewisseld voor Markus Rosenberg. Vanaf de kant zag hij hoe zijn land in de laatste minuut van de blessuretijd de wedstrijd met 2-1 verloor door een doelpunt van David Villa. In de laatste, beslissende wedstrijd tegen Rusland verloor Ibrahimović met Zweden met 2-0. Hij speelde de hele wedstrijd. Zijn doelpunt tegen Griekenland werd genomineerd voor het beste doelpunt van het EK 2008, maar kwam niet in de top 3.

### Gemist WK 2010
In de kwalificatiegroep voor het WK 2010 werd Zweden gekoppeld aan onder meer Portugal en Denemarken. In de op een na laatste speelronde verloor Zweden van Denemarken, waardoor Portugal Zweden voorbijging. In de laatste kwalificatiewedstrijd maakte Portugal geen fout, waardoor Zweden en Ibrahimović uitgeschakeld werden.

### EK 2012
Enkele weken na de mislukte kwalificatie en het ontslag van coach Lars Lagerback verklaarde Ibrahimović aan nieuwe bondscoach Erik Hamrén te twijfelen of hij zijn interlandcarrière voort zou zetten. Ibrahimović besloot echter voor Zweden te blijven spelen en was erbij (als aanvoerder) toen het elftal tijdens het Europees kampioenschap 2012 werd uitgeschakeld in de poulefase.

### EK 2016
In aanloop naar de kwalificatiereeks voor het Europees kampioenschap 2016 scoorde Ibrahimović tweemaal in een oefenwedstrijd tegen Estland (2-0), op donderdag 4 september 2014 in de Friends Arena in Solna. Daarmee passeerde hij Sven Rydell (49 doelpunten) als Zwedens topscorer aller tijden. Op 11 mei 2016 werd Ibrahimović opgenomen in de Zweedse selectie voor het EK 2016 in Frankrijk. Tijdens een persconferentie op dit toernooi op 21 juni 2016 liet hij weten dat de laatste wedstrijd van Zweden op het EK ook zijn laatste als international zou worden. Een dag later was het zover. Ibrahimović en de Zweden verloren hun afsluitende groepsduel met 0-1 van België en waren uitgeschakeld. Ook middenvelder Kim Källström en doelman Andreas Isaksson speelden die dag hun laatste wedstrijd voor de nationale ploeg.

### Terugkeer als Zweeds international
Op 14 maart 2021 keerde Ibrahimović na vijf jaar terug in het Zweeds voetbalelftal. Op 24 maart 2023 speelde Ibrahimović een extra EK-kwalificatiewedstrijd voor Zweden tegen België en speelde hij in die wedstrijd zeventien minuten.
| Interlands van Zlatan Ibrahimović voor Zweden | Interlands van Zlatan Ibrahimović voor Zweden | Interlands van Zlatan Ibrahimović voor Zweden | Interlands van Zlatan Ibrahimović voor Zweden | Interlands van Zlatan Ibrahimović voor Zweden | Interlands van Zlatan Ibrahimović voor Zweden | Interlands van Zlatan Ibrahimović voor Zweden |
| No.                                           | Datum                                         | Wedstrijd                                     | Uitslag                                       | Competitie                                    | Dlp.                                          | Ass.                                          |
| Als speler bij Malmö FF                       | Als speler bij Malmö FF                       | Als speler bij Malmö FF                       | Als speler bij Malmö FF                       | Als speler bij Malmö FF                       | 0                                             | 0                                             |
| --------------------------------------------- | --------------------------------------------- | --------------------------------------------- | --------------------------------------------- | --------------------------------------------- | --------------------------------------------- | --------------------------------------------- |
| 1.                                            | 31 januari 2001                               | Zweden – Faeröer                              | 0 – 0                                         | Noord-Europees kampioenschap                  |                                               |                                               |
| 2.                                            | 1 februari 2001                               | Zweden – Finland                              | 0 – 1                                         | Noord-Europees kampioenschap                  |                                               |                                               |
| 3.                                            | 25 april 2001                                 | Zwitserland – Zweden                          | 0 – 2                                         | Vriendschappelijk                             |                                               |                                               |
| Als speler bij Ajax                           | Als speler bij Ajax                           | Als speler bij Ajax                           | Als speler bij Ajax                           | Als speler bij Ajax                           | 10                                            | 4                                             |
| 4.                                            | 7 oktober 2001                                | Zweden – Azerbeidzjan                         | 3 – 0                                         | Kwalificatie WK 2002                          | 1                                             |                                               |
| 5.                                            | 10 november 2001                              | Engeland – Zweden                             | 1 – 1                                         | Vriendschappelijk                             |                                               |                                               |
| 6.                                            | 13 februari 2002                              | Griekenland – Zweden                          | 2 – 2                                         | Vriendschappelijk                             |                                               |                                               |
| 7.                                            | 27 maart 2002                                 | Zweden – Zwitserland                          | 1 – 1                                         | Vriendschappelijk                             |                                               |                                               |
| 8.                                            | 17 april 2002                                 | Noorwegen – Zweden                            | 0 – 0                                         | Vriendschappelijk                             |                                               |                                               |
| 9.                                            | 17 mei 2002                                   | Zweden – Paraguay                             | 1 – 2                                         | Vriendschappelijk                             |                                               |                                               |
| 10.                                           | 25 mei 2002                                   | Japan – Zweden                                | 1 – 1                                         | Vriendschappelijk                             |                                               |                                               |
| 11.                                           | 12 juni 2002                                  | Argentinië – Zweden                           | 1 – 1                                         | WK 2002 Groepsfase                            |                                               |                                               |
| 12.                                           | 16 juni 2002                                  | Senegal – Zweden                              | 2 – 1                                         | WK 2002 Groepsfase                            |                                               |                                               |
| 13.                                           | 21 augustus 2002                              | Rusland – Zweden                              | 1 – 1                                         | Vriendschappelijk                             | 1                                             |                                               |
| 14.                                           | 7 september 2002                              | Letland – Zweden                              | 0 – 0                                         | Kwalificatie EK 2004                          |                                               |                                               |
| 15.                                           | 12 oktober 2002                               | Zweden – Hongarije                            | 1 – 1                                         | Kwalificatie EK 2004                          | 1                                             |                                               |
| 16.                                           | 30 april 2003                                 | Zweden – Kroatië                              | 1 – 2                                         | Vriendschappelijk                             | 1                                             |                                               |
| 17.                                           | 6 september 2003                              | Zweden – San Marino                           | 5 – 0                                         | Kwalificatie EK 2004                          | 2                                             | 2                                             |
| 18.                                           | 10 september 2003                             | Polen - Zweden                                | 0 – 2                                         | Kwalificatie EK 2004                          |                                               |                                               |
| 19.                                           | 11 oktober 2003                               | Zweden – Letland                              | 0 – 1                                         | Kwalificatie EK 2004                          |                                               |                                               |
| 20.                                           | 31 maart 2004                                 | Zweden – Engeland                             | 1 – 0                                         | Vriendschappelijk                             | 1                                             |                                               |
| 21.                                           | 28 april 2004                                 | Portugal – Zweden                             | 2 – 2                                         | Vriendschappelijk                             |                                               |                                               |
| 22.                                           | 28 mei 2004                                   | Finland – Zweden                              | 1 – 3                                         | Vriendschappelijk                             |                                               |                                               |
| 23.                                           | 5 juni 2004                                   | Zweden – Polen                                | 3 – 1                                         | Vriendschappelijk                             |                                               |                                               |
| 24.                                           | 14 juni 2004                                  | Bulgarije – Zweden                            | 0 – 5                                         | EK 2004 Groepsfase                            | 1                                             | 1                                             |
| 25.                                           | 18 juni 2004                                  | Italië – Zweden                               | 1 – 1                                         | EK 2004 Groepsfase                            | 1                                             |                                               |
| 26.                                           | 22 juni 2004                                  | Denemarken – Zweden                           | 2 – 2                                         | EK 2004 Groepsfase                            |                                               |                                               |
| 27.                                           | 26 juni 2004                                  | Zweden – Nederland                            | 0 – 0 (4 – 5 wns)                             | EK 2004 Kwartfinale                           |                                               |                                               |
| 28.                                           | 18 augustus 2004                              | Zweden – Nederland                            | 2 – 2                                         | Vriendschappelijk                             | 1                                             | 1                                             |
| Als speler bij Juventus                       | Als speler bij Juventus                       | Als speler bij Juventus                       | Als speler bij Juventus                       | Als speler bij Juventus                       | 8                                             | 2                                             |
| 29.                                           | 4 september 2004                              | Malta – Zweden                                | 0 – 7                                         | Kwalificatie WK 2006                          | 4                                             |                                               |
| 30.                                           | 8 september 2004                              | Zweden – Kroatië                              | 0 – 1                                         | Kwalificatie WK 2006                          |                                               |                                               |
| 31.                                           | 13 oktober 2004                               | IJsland – Zweden                              | 1 – 4                                         | Kwalificatie WK 2006                          |                                               |                                               |
| 32.                                           | 26 maart 2005                                 | Bulgarije – Zweden                            | 0 – 3                                         | Kwalificatie WK 2006                          |                                               |                                               |
| 33.                                           | 4 juni 2005                                   | Zweden – Malta                                | 6 – 0                                         | Kwalificatie WK 2006                          | 1                                             | 1                                             |
| 34.                                           | 3 september 2005                              | Zweden – Bulgarije                            | 3 – 0                                         | Kwalificatie WK 2006                          | 1                                             |                                               |
| 35.                                           | 7 september 2005                              | Hongarije – Zweden                            | 0 – 1                                         | Kwalificatie WK 2006                          | 1                                             |                                               |
| 36.                                           | 12 oktober 2005                               | Zweden – IJsland                              | 3 – 1                                         | Kwalificatie WK 2006                          | 1                                             | 1                                             |
| 37.                                           | 1 maart 2006                                  | Ierland – Zweden                              | 3 – 0                                         | Vriendschappelijk                             |                                               |                                               |
| 38.                                           | 2 juni 2006                                   | Zweden – Chili                                | 1 – 1                                         | Vriendschappelijk                             |                                               |                                               |
| 39.                                           | 10 juni 2006                                  | Trinidad en Tobago – Zweden                   | 0 – 0                                         | WK 2006 Groepsfase                            |                                               |                                               |
| 40.                                           | 15 juni 2006                                  | Paraguay – Zweden                             | 0 – 1                                         | WK 2006 Groepsfase                            |                                               |                                               |
| 41.                                           | 24 juni 2006                                  | Duitsland – Zweden                            | 2 – 0                                         | WK 2006 Achtste finale                        |                                               |                                               |
| Als speler bij Internazionale                 | Als speler bij Internazionale                 | Als speler bij Internazionale                 | Als speler bij Internazionale                 | Als speler bij Internazionale                 | 3                                             | 1                                             |
| 42.                                           | 2 september 2006                              | Letland – Zweden                              | 0 – 1                                         | Kwalificatie EK 2008                          |                                               |                                               |
| 43.                                           | 28 maart 2007                                 | Ierland – Zweden                              | 2 – 1                                         | Kwalificatie EK 2008                          |                                               |                                               |
| 44.                                           | 6 juni 2007                                   | Zweden – IJsland                              | 5 – 0                                         | Kwalificatie EK 2008                          |                                               |                                               |
| 45.                                           | 22 augustus 2007                              | Zweden – Verenigde Staten                     | 1 – 0                                         | Vriendschappelijk                             |                                               |                                               |
| 46.                                           | 8 september 2007                              | Zweden – Denemarken                           | 0 – 0                                         | Kwalificatie EK 2008                          |                                               |                                               |
| 47.                                           | 17 oktober 2007                               | Zweden – Ierland                              | 1 – 1                                         | Kwalificatie EK 2008                          |                                               |                                               |
| 48.                                           | 17 november 2007                              | Spanje – Zweden                               | 3 – 0                                         | Kwalificatie EK 2008                          |                                               |                                               |
| 49.                                           | 21 november 2007                              | Zweden – Letland                              | 2 – 1                                         | Kwalificatie EK 2008                          |                                               | 1                                             |
| 50.                                           | 1 juni 2008                                   | Zweden – Oekraïne                             | 0 – 1                                         | Vriendschappelijk                             |                                               |                                               |
| 51.                                           | 10 juni 2008                                  | Griekenland – Zweden                          | 0 – 2                                         | EK 2008 Groepsfase                            | 1                                             |                                               |
| 52.                                           | 14 juni 2008                                  | Spanje – Zweden                               | 2 – 1                                         | EK 2008 Groepsfase                            | 1                                             |                                               |
| 53.                                           | 18 juni 2008                                  | Rusland – Zweden                              | 2 – 0                                         | EK 2008 Groepsfase                            |                                               |                                               |
| 54.                                           | 6 september 2008                              | Albanië – Zweden                              | 0 – 0                                         | Kwalificatie WK 2010                          |                                               |                                               |
| 55.                                           | 10 september 2008                             | Zweden – Hongarije                            | 2 – 1                                         | Kwalificatie WK 2010                          |                                               |                                               |
| 56.                                           | 11 oktober 2008                               | Zweden – Portugal                             | 0 – 0                                         | Kwalificatie WK 2010                          |                                               |                                               |
| 57.                                           | 6 juni 2009                                   | Zweden – Denemarken                           | 0 – 1                                         | Kwalificatie WK 2010                          |                                               |                                               |
| 58.                                           | 10 juni 2009                                  | Zweden – Malta                                | 4 – 0                                         | Kwalificatie WK 2010                          | 1                                             |                                               |
| Als speler bij FC Barcelona                   | Als speler bij FC Barcelona                   | Als speler bij FC Barcelona                   | Als speler bij FC Barcelona                   | Als speler bij FC Barcelona                   | 2                                             | 0                                             |
| 59.                                           | 5 september 2009                              | Hongarije – Zweden                            | 1 – 2                                         | Kwalificatie WK 2010                          | 1                                             |                                               |
| 60.                                           | 9 september 2009                              | Malta – Zweden                                | 0 – 1                                         | Kwalificatie WK 2010                          |                                               |                                               |
| 61.                                           | 10 oktober 2009                               | Denemarken – Zweden                           | 1 – 0                                         | Kwalificatie WK 2010                          |                                               |                                               |
| 62.                                           | 14 oktober 2009                               | Zweden – Albanië                              | 4 – 1                                         | Kwalificatie WK 2010                          |                                               |                                               |
| 63.                                           | 11 augustus 2010                              | Zweden – Schotland                            | 3 – 0                                         | Vriendschappelijk                             | 1                                             |                                               |
| Als speler bij AC Milan                       | Als speler bij AC Milan                       | Als speler bij AC Milan                       | Als speler bij AC Milan                       | Als speler bij AC Milan                       | 10                                            | 6                                             |
| 64.                                           | 3 september 2010                              | Zweden – Hongarije                            | 2 – 0                                         | Kwalificatie EK 2012                          |                                               |                                               |
| 65.                                           | 7 september 2010                              | Zweden – San Marino                           | 6 – 0                                         | Kwalificatie EK 2012                          | 2                                             |                                               |
| 66.                                           | 12 oktober 2010                               | Nederland – Zweden                            | 4 – 1                                         | Kwalificatie EK 2012                          |                                               |                                               |
| 67.                                           | 9 februari 2011                               | Zweden – Oekraïne                             | 1 – 1                                         | Vriendschappelijk                             |                                               | 1                                             |
| 68.                                           | 29 maart 2011                                 | Zweden – Moldavië                             | 2 – 1                                         | Kwalificatie EK 2012                          |                                               | 1                                             |
| 69.                                           | 7 juni 2011                                   | Zweden – Finland                              | 5 – 0                                         | Kwalificatie EK 2012                          | 3                                             | 1                                             |
| 70.                                           | 2 september 2011                              | Hongarije – Zweden                            | 2 – 1                                         | Kwalificatie EK 2012                          |                                               |                                               |
| 71.                                           | 6 september 2011                              | San Marino – Zweden                           | 0 – 5                                         | Kwalificatie EK 2012                          |                                               | 1                                             |
| 72.                                           | 7 oktober 2011                                | Finland – Zweden                              | 1 – 2                                         | Kwalificatie EK 2012                          |                                               |                                               |
| 73.                                           | 11 november 2011                              | Denemarken – Zweden                           | 2 – 0                                         | Vriendschappelijk                             |                                               |                                               |
| 74.                                           | 15 november 2011                              | Engeland – Zweden                             | 1 – 0                                         | Vriendschappelijk                             |                                               |                                               |
| 75.                                           | 29 februari 2012                              | Kroatië – Zweden                              | 1 – 3                                         | Vriendschappelijk                             | 1                                             | 1                                             |
| 76.                                           | 30 mei 2012                                   | Zweden – IJsland                              | 3 – 2                                         | Vriendschappelijk                             | 1                                             |                                               |
| 77.                                           | 5 juni 2012                                   | Zweden – Servië                               | 2 – 1                                         | Vriendschappelijk                             | 1                                             | 1                                             |
| 78.                                           | 11 juni 2012                                  | Oekraïne – Zweden                             | 2 – 1                                         | EK 2012 Groepsfase                            | 1                                             |                                               |
| 79.                                           | 15 juni 2012                                  | Engeland – Zweden                             | 3 – 2                                         | EK 2012 Groepsfase                            |                                               |                                               |
| 80.                                           | 19 juni 2012                                  | Frankrijk – Zweden                            | 0 – 2                                         | EK 2012 Groepsfase                            | 1                                             |                                               |
| Als speler bij Paris Saint-Germain            | Als speler bij Paris Saint-Germain            | Als speler bij Paris Saint-Germain            | Als speler bij Paris Saint-Germain            | Als speler bij Paris Saint-Germain            | 28                                            | 7                                             |
| 81.                                           | 6 september 2012                              | Zweden – China                                | 1 – 0                                         | Vriendschappelijk                             |                                               |                                               |
| 82.                                           | 11 september 2012                             | Zweden – Kazachstan                           | 2 – 0                                         | Kwalificatie WK 2014                          |                                               |                                               |
| 83.                                           | 12 oktober 2012                               | Faeröer – Zweden                              | 1 – 2                                         | Kwalificatie WK 2014                          | 1                                             |                                               |
| 84.                                           | 16 oktober 2012                               | Duitsland – Zweden                            | 4 – 4                                         | Kwalificatie WK 2014                          | 1                                             |                                               |
| 85.                                           | 14 november 2012                              | Zweden – Engeland                             | 4 – 2                                         | Vriendschappelijk                             | 4                                             |                                               |
| 86.                                           | 6 februari 2013                               | Zweden – Argentinië                           | 2 – 3                                         | Vriendschappelijk                             |                                               |                                               |
| 87.                                           | 22 maart 2013                                 | Zweden – Ierland                              | 0 – 0                                         | Kwalificatie WK 2014                          |                                               |                                               |
| 88.                                           | 3 juni 2013                                   | Zweden – Macedonië                            | 1 – 0                                         | Vriendschappelijk                             |                                               | 1                                             |
| 89.                                           | 7 juni 2013                                   | Oostenrijk – Zweden                           | 2 – 1                                         | Kwalificatie WK 2014                          |                                               | 1                                             |
| 90.                                           | 11 juni 2013                                  | Zweden – Faeröer                              | 2 – 0                                         | Kwalificatie WK 2014                          | 2                                             |                                               |
| 91.                                           | 14 augustus 2013                              | Zweden – Noorwegen                            | 4 – 2                                         | Vriendschappelijk                             | 3                                             |                                               |
| 92.                                           | 6 september 2013                              | Ierland – Zweden                              | 1 – 2                                         | Kwalificatie WK 2014                          |                                               | 1                                             |
| 93.                                           | 10 september 2013                             | Kazachstan – Zweden                           | 0 – 1                                         | Kwalificatie WK 2014                          | 1                                             |                                               |
| 94.                                           | 11 oktober 2013                               | Zweden – Oostenrijk                           | 2 – 1                                         | Kwalificatie WK 2014                          | 1                                             | 1                                             |
| 95.                                           | 15 november 2013                              | Portugal – Zweden                             | 1 – 0                                         | Kwalificatie WK 2014                          |                                               |                                               |
| 96.                                           | 19 november 2013                              | Zweden – Portugal                             | 2 – 3                                         | Kwalificatie WK 2014                          | 2                                             |                                               |
| 97.                                           | 5 maart 2014                                  | Turkije – Zweden                              | 2 – 1                                         | Vriendschappelijk                             |                                               |                                               |
| 98.                                           | 28 mei 2014                                   | Denemarken – Zweden                           | 1 – 0                                         | Vriendschappelijk                             |                                               |                                               |
| 99.                                           | 4 september 2014                              | Zweden – Estland                              | 2 – 0                                         | Vriendschappelijk                             | 2                                             |                                               |
| 100.                                          | 8 september 2014                              | Oostenrijk – Zweden                           | 1 – 1                                         | Kwalificatie EK 2016                          |                                               | 1                                             |
| 101.                                          | 15 november 2014                              | Montenegro – Zweden                           | 1 – 1                                         | Kwalificatie EK 2016                          | 1                                             |                                               |
| 102.                                          | 27 maart 2015                                 | Moldavië – Zweden                             | 0 – 2                                         | Kwalificatie EK 2016                          | 2                                             |                                               |
| 103.                                          | 31 maart 2015                                 | Zweden – Iran                                 | 3 – 1                                         | Vriendschappelijk                             | 1                                             | 1                                             |
| 104.                                          | 8 juni 2015                                   | Noorwegen – Zweden                            | 0 – 0                                         | Vriendschappelijk                             |                                               |                                               |
| 105.                                          | 14 juni 2015                                  | Zweden – Montenegro                           | 3 – 1                                         | Kwalificatie EK 2016                          | 2                                             |                                               |
| 106.                                          | 5 september 2015                              | Rusland – Zweden                              | 1 – 0                                         | Kwalificatie EK 2016                          |                                               |                                               |
| 107.                                          | 8 september 2015                              | Zweden – Oostenrijk                           | 1 – 3                                         | Kwalificatie EK 2016                          | 1                                             |                                               |
| 108.                                          | 9 oktober 2015                                | Liechtenstein – Zweden                        | 0 – 2                                         | Kwalificatie EK 2016                          | 1                                             |                                               |
| 109.                                          | 12 oktober 2015                               | Zweden – Moldavië                             | 2 – 0                                         | Kwalificatie EK 2016                          | 1                                             |                                               |
| 110.                                          | 14 november 2015                              | Zweden – Denemarken                           | 2 – 1                                         | Kwalificatie EK 2016                          | 1                                             |                                               |
| 111.                                          | 17 november 2015                              | Denemarken – Zweden                           | 2 – 2                                         | Kwalificatie EK 2016                          | 1                                             |                                               |
| 112.                                          | 29 maart 2016                                 | Zweden – Tsjechië                             | 1 – 1                                         | Vriendschappelijk                             |                                               |                                               |
| 113.                                          | 5 juni 2016                                   | Zweden – Wales                                | 3 – 0                                         | Vriendschappelijk                             |                                               | 1                                             |
| 114.                                          | 13 juni 2016                                  | Zweden – Ierland                              | 1 – 1                                         | EK 2016                                       |                                               |                                               |
| 115.                                          | 17 juni 2016                                  | Italië – Zweden                               | 1 – 0                                         | EK 2016                                       |                                               |                                               |
| 116.                                          | 22 juni 2016                                  | Zweden – België                               | 0 – 1                                         | EK 2016                                       |                                               |                                               |
| Als speler bij AC Milan                       | Als speler bij AC Milan                       | Als speler bij AC Milan                       | Als speler bij AC Milan                       | Als speler bij AC Milan                       | 0                                             | 2                                             |
| 117.                                          | 25 maart 2021                                 | Zweden – Georgië                              | 1 - 0                                         | Kwalificatie WK 2022                          |                                               | 1                                             |
| 118.                                          | 28 maart 2021                                 | Kosovo – Zweden                               | 0 - 3                                         | Kwalificatie WK 2022                          |                                               | 1                                             |
| 119.                                          | 11 november 2021                              | Georgië – Zweden                              | 2 - 0                                         | Kwalificatie WK 2022                          |                                               |                                               |
| 120.                                          | 14 november 2021                              | Spanje – Zweden                               | 1 - 0                                         | Kwalificatie WK 2022                          |                                               |                                               |
| 121.                                          | 29 maart 2022                                 | Polen – Zweden                                | 2 – 0                                         | Kwalificatie WK 2022                          |                                               |                                               |
| 122.                                          | 24 maart 2023                                 | Zweden – België                               | 0 – 3                                         | Kwalificatie EK 2024                          |                                               |                                               |
| TOTAAL                                        | TOTAAL                                        | TOTAAL                                        | TOTAAL                                        | TOTAAL                                        | 61                                            | 22                                            |

## Erelijst
| Competitie            |        |                                    |
| Competitie            | Aantal | Jaren                              |
| Ajax                  | Ajax   | Ajax                               |
| --------------------- | ------ | ---------------------------------- |
| Eredivisie            | 2x     | 2001/02, 2003/04                   |
| KNVB beker            | 1x     | 2001/02                            |
| Johan Cruijff Schaal  | 1x     | 2002                               |
| Internazionale        |        |                                    |
| Serie A               | 3x     | 2006/07, 2007/08, 2008/09          |
| Supercoppa Italiana   | 2x     | 2006, 2008                         |
| FC Barcelona          |        |                                    |
| Mondiaal              |        |                                    |
| FIFA Club World Cup   | 1x     | 2009                               |
| Continentaal          |        |                                    |
| UEFA Super Cup        | 1x     | 2009                               |
| Nationaal             |        |                                    |
| Primera División      | 1x     | 2009/10                            |
| Copa del Rey          | 1x     | 2012/13                            |
| Supercopa de España   | 2x     | 2009, 2010                         |
| AC Milan              |        |                                    |
| Serie A               | 2x     | 2010/11, 2021/22                   |
| Supercoppa Italiana   | 1x     | 2011                               |
| Paris Saint-Germain   |        |                                    |
| Ligue 1               | 4x     | 2012/13, 2013/14, 2014/15, 2015/16 |
| Coupe de la Ligue     | 3x     | 2013/14, 2014/15, 2015/16          |
| Trophée des Champions | 3x     | 2013, 2014, 2015                   |
| Coupe de France       | 2x     | 2014/15, 2015/16                   |
| Manchester United     |        |                                    |
| Continentaal          |        |                                    |
| UEFA Europa League    | 1x     | 2016/17                            |
| Nationaal             |        |                                    |
| EFL Cup               | 1x     | 2016/17                            |
| FA Community Shield   | 1x     | 2016                               |

*Ibrahimović won met Juventus de Serie A in seizoenen 2004/05 en 2005/06, maar de Serie A-titel van 2004/05 werd vanwege het Calciopoli-schandaal nietig verklaard. De Serie A-titel van 2005/06 werd toegekend aan Internazionale.
Individueel
- Ballon d'Or (4e plaats): 2013
- Ballon d'Or-nominaties: 2003, 2004, 2005, 2007, 2008, 2009, 2012, 2013, 2014, 2015, 2016
- UEFA Men's Player of the Year Award: 2011 (8e plaats), 2013 (9e plaats), 2017 (10e plaats)
- The Best FIFA Men's Player: 2016 (18e plaats), 2017 (14e plaats)
- IFFHS 's Werelds Beste Mannelijke Speler van het Decennium 2011–2020: 9e plaats
- IFFHS 's Werelds Beste Topscorer van het Tweede Decennium (2011–2020): 4e plaats
- Golden Foot: 2012
- FIFA Puskás Award: 2013
- FIFA FIFPro World XI: 2013
- FIFA FIFPro World XI tweede team: 2014, 2015, 2016
- FIFA FIFPro World XI derde team: 2017
- UEFA Team van het Jaar: 2007, 2009, 2013, 2014
- UEFA Ultieme Team van het Jaar (plaatsvervanger; gepubliceerd in 2015)
- UEFA Europees Kampioenschap Team van het Toernooi: 2012
- UEFA Champions League Elftal van het Seizoen: 2013/14
- UEFA Europa League Elftal van het Seizoen: 2016/17
- ESM Team van het Jaar: 2006/07, 2007/08, 2012/13, 2013/14
- EA Sports FIFA Team van het Jaar: 2013
- L'Équipe Journalists' Best XI: 2008
- UEFA Euro 2004 – Man van de Wedstrijd: Italië–Zweden
- UEFA Euro 2008 – Man van de Wedstrijd: Griekenland–Zweden
- UEFA Euro 2012 – Man van de Wedstrijd: Zweden–Frankrijk
- UEFA Euro 2004 – Doelpunt van het Toernooi: Italië–Zweden
- UEFA Euro 2012 – Doelpunt van het Toernooi: Zweden–Frankrijk
- UEFA Champions League Meeste Assists: 2012/13
- Eurosport Doelpunt van het Jaar: 2004
- Club van 100
- Juventus Speler van het Jaar: 2004/05
- Serie A Speler van de Maand: september 2007, december 2008, januari 2012, oktober 2020
- Serie A Buitenlands Voetballer van het Jaar: 2004/05, 2007/08, 2008/09, 2010/11, 2011/12
- Serie A Voetballer van het Jaar: 2007/08, 2008/09, 2010/11
- Serie A Meest Geliefde Speler: 2005
- Serie A Team van het Jaar: 2010/11, 2011/12
- Serie A Doelpunt van het Jaar: 2008
- Capocannoniere: 2008/09, 2011/12
- Supercoppa Italiana – Man van de Wedstrijd: 2011
- La Gazzetta dello Sport Awards Legend: 2020
- AC Milan Hall of Fame
- Sportschau Doelpunt van de Maand: november 2012
- Sportschau Doelpunt van het Jaar: 2012
- GQ Man van het Jaar: 2013
- SportAccord 'Play for Change' Award: 2015
- Ligue 1 Speler van de Maand: september 2012, januari 2014, februari 2014, maart 2014, november 2015
- UNFP Just Fontaine Trofee Ligue 1 Beste Aanvaller van het Jaar: 2012/13
- Ligue 1 Beste Buitenlandse Speler van het Jaar: 2012, 2013, 2014
- Ligue 1 Speler van het Jaar: 2012/13, 2013/14, 2015/16
- Ligue 1 Team van het Jaar: 2012/13, 2013/14, 2014/15, 2015/16
- Ligue 1 Topscorer: 2012/13, 2013/14, 2015/16
- Ligue 1 Doelpunt van het Jaar: 2014
- Étoile d'Or France Football: 2014, 2016
- Trophée des Champions Man van de Wedstrijd: 2014
- Coupe de la Ligue Man ovan de Wedstrijd: 2014/15
- Coupe de la Ligue Topscorer: 2014/15
- Coupe de France Topscorer: 2014/15, 2015/16
- Paris Saint-Germain Speler van de Maand: augustus 2012, september 2012, november 2013, januari 2014, februari 2015, november 2015, december 2015, januari 2016, februari 2016
- Paris Saint-Germain Hall of Fame
- Paris Saint-Germain Team van de Geschiedenis
- Medaille van de stad Parijs: 2016
- Eurosport Europees Speler van de Maand: augustus 2016
- Premier League Speler van de Maand: december 2016
- PFA Fans' Premier League Speler van de Maand: december 2016
- Manchester United Speler van de Maand: december 2016, februari 2017
- Alan Hardaker Trofee: 2017
- EFL Cup Topscorer: 2016/17
- MLS All-Star: 2018, 2019
- MLS Best XI: 2018, 2019
- MLS Nieuwkomer van het Jaar: 2018
- MLS Doelpunt van het Jaar: 2018
- MLS Beste Doelpunt: 2020
- Best MLS Player ESPY Award: 2019
- LA Galaxy Speler van het Jaar: 2018, 2019
- LA Galaxy Gouden Schoen: 2018, 2019
- LA Galaxy Doelpunt van het Jaar: 2018, 2019
- Pegasus Award: 2004
- Stor Grabb: 2004
- Guldbollen: 2005, 2007, 2008, 2009, 2010, 2011, 2012, 2013, 2014, 2015, 2016, 2020
- Jerringpriset: 2007
- Fotbollskanalens hederspris: 2008
- Internationale Zweed van het Jaar-prijsuitreiking: 2013
- Eliason Merit Award: 2018
- Malmö Walk of Fame: 2012
- Medaille van de stad Malmö: 2015
- Zweeds Nieuwkomer van het Jaar: 2001
- Zweeds Voetbalpersoonlijkheid van het Jaar: 2002
- Zweeds Aanvaller van het Jaar: 2005, 2007, 2008, 2009, 2010, 2011, 2012, 2013, 2014, 2015, 2016, 2017, 2018, 2019, 2020
- Zweeds Mannelijk Atleet van het Jaar: 2008, 2010, 2013, 2015
- Zweeds Doelpunt van het Jaar: 2012, 2013

### Bestseller 60
| Boeken met noteringen in de Nederlandse Bestseller 60 | Jaar van verschijnen | Datum van binnenkomst | Hoogste positie | Aantal weken | Opmerkingen                           |
| ----------------------------------------------------- | -------------------- | --------------------- | --------------- | ------------ | ------------------------------------- |
| Ik, Zlatan                                            | 2012                 | 22-02-2012            | 5               | 109          | in samenwerking met David Lagercrantz |
| Adrenaline                                            | 2022                 | 06-04-2022            | 32              | 2            | in samenwerking met Luigi Garlando    |

## Trivia
- Ibrahimović won tussen 2004 en 2011 acht landstitels op rij met vijf verschillende clubs: Ajax (2003/04), Juventus (2004/05 en 2005/06, titels later afgepakt), Internazionale (2006/07 tot en met 2008/09), Barcelona (2009/10), AC Milan (2010/11).[36]
- Ibrahimović is al jaren samen met zijn vriendin Helena Seger. Samen hebben ze twee zoontjes.
- Hernán Crespo was lange tijd de enige voetballer die voor vijf verschillende clubs scoorde in de UEFA Champions League. Echter deed Zlatan Ibrahimović dit kunstje in 2010 na met een doelpunt voor AC Milan. In 2012 scoorde Ibrahimović zelfs voor een zesde club in het belangrijkste Europese clubtoernooi: Ajax, Juventus, Internazionale, Barcelona, AC Milan en Paris Saint Germain, waarmee hij de enige speler is die voor zes verschillende clubs scoorde in de UEFA Champions League.
- Ibrahimović heeft een zwarte band in taekwondo[37]
- Ibrahimović is gekend om vaak boude uitspraken, als 'dat weet alleen God, en daar spreek je nu mee', 'ik hoef de Gouden Bal niet te winnen om te weten dat ik de beste ben' en 'een WK zonder mij is niet waard om bekeken te worden'.[38]